# City of Burnie

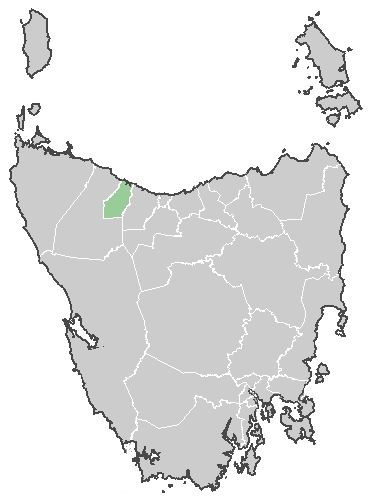
City of Burnie na mapie Tasmanii

City of Burnie – obszar samorządu lokalnego (ang. local government area), położony w północnej części Tasmanii (Australia) nad Cieśniną Bassa. Siedziba rady samorządu zlokalizowana jest w mieście Burnie. 
Według danych z 2009 roku, obszar ten zamieszkuje 19877 osób. Powierzchnia samorządu wynosi 618 km².
W celu identyfikacji samorządu Australian Bureau of Statistics wprowadziło czterocyfrowy kod dla City of Burnie – 0610. Dodatkowo obszar podzielony jest na dwa lokalne obszary statystyczne (ang. statistical local area).